# (24687) 1990 HW
1990 إتش دابليو (ويعرف أيضًا باسم (24687) 1990 إتش دابليو وفق تسمية الكوكب الصغير) (بالإنجليزية: 1990 HW)‏ هو كويكب ضمن حزام الكويكبات؛ وترتيبه 24687 من حيث الاكتشاف.
اكتُشف هذا الجُرم الفلكي بواسطة اليانور إف. هيلين في 26 أبريل 1990.

## وصلات خارجية
- (24687) 1990 HW في قاعدة بيانات مختبر الدفع النفاث لأجرام النظام الشمسي الصغيرة

- الاكتشاف · مخطط المدار ·  العناصر المدارية · المعلمات المادية

- (24687) 1990 HW على موقع ويكي سكاي: DSS2, SDSS, GALEX, IRAS, Hydrogen α, X-Ray, Astrophoto, Sky Map, Articles and images